# 草木駅
草木駅（くさきえき）は、かつて群馬県勢多郡東村（現・みどり市の一部）にあった日本国有鉄道（国鉄）足尾線（現・わたらせ渓谷鐵道わたらせ渓谷線）の駅（廃駅）である。
1959年（昭和34年）に開業したが、1973年（昭和48年）に草木ダムの建設に伴う足尾線の新線付け替えにより廃止され、跡地は同ダムにより形成された草木湖の湖底に沈んだ。位置は、現在の草木橋の辺り。

## 歴史
- 1959年（昭和34年）9月8日 国鉄足尾線の駅として開業[1]。無人駅[1]。
- 1970年（昭和45年）8月 水資源開発公団（現・水資源機構）との当駅廃止補償契約が締結される[2]。
- 1971年（昭和46年）12月 神土 - 当駅間を仮付替線経由で営業運転開始[2]。
- 1973年（昭和48年）6月27日 草木ダム建設に伴い、神土 - 沢入間を草木トンネル経由の新線に付け替えたことにより廃止される[1]。

## 駅周辺
草木ダム建設前は渡良瀬川左岸沿いに当駅があった。
- 草木湖
- 草木橋
- 群馬県道343号沢入桐生線
- 国道122号

## 新駅舎設置計画
富弘美術館が新館に建て替えられた頃、周辺整備の一環として、草木トンネルの中に新駅を設置（ホームではなく、乗り降り口の部分のみ簡易の乗降場を設置）する計画があった。しかし、エレベーター設置などの膨大な費用がかかるため、断念した。なお、予定地とされていた部分は、緊急時の脱出用の避難口がある場所で、決定された場合には改造する形となっていた。富弘美術館周辺は観光バスの行き来もあって、週末は混雑する。鉄道を利用する人も多いが、最寄り駅の神戸駅から距離があるために路線バスへの乗換えが必要となる。

## 隣の駅
日本国有鉄道
足尾線（廃止）
神土駅 - 草木駅 - 沢入駅
※駅名は営業当時のもの。神土駅は1989年（平成元年）に神戸駅と改称。